# Гизен
Гизен (њем. Giesen) општина је у њемачкој савезној држави Доња Саксонија. Једно је од 40 општинских средишта округа Хилдесхајм. Према процјени из 2010. у општини је живјело 9.909 становника. Посједује регионалну шифру (AGS) 3254017.

## Географски и демографски подаци
Гизен се налази у савезној држави Доња Саксонија у округу Хилдесхајм. Општина се налази на надморској висини од 70 метара. Површина општине износи 33,9 km². У самом мјесту је, према процјени из 2010. године, живјело 9.909 становника. Просјечна густина становништва износи 292 становника/km².

## Међународна сарадња
| Мјесто | Држава    | Врста сарадње | Од    |
| ------ | --------- | ------------- | ----- |
| Шабане | Француска | партнерство   | 1976. |
| Извор  |           |               |       |